# Jake Allex
Jake Allex, w innych źródłach także jako Jake Allex Mandusich i Aleksa Mandušić (cyr. Алекса Мандушић; ur. 13 lipca 1887 w Prizrenie, zm. 28 sierpnia 1959 w Chicago) – amerykańsko-jugosłowiański wojskowy, weteran I wojny światowej.

## Życiorys
W 1905 roku wyemigrował do Stanów Zjednoczonych. Został żołnierzem 131 Pułku Piechoty, funkcjonującego w ramach 33 Dywizji Piechoty. Jako żołnierz brał udział w walkach na froncie zachodnim podczas I wojny światowej, zostając dowódcą jednego z plutonów; w trakcie działań wojennych pod Amiens w 1918 roku zabił 5 niemieckich żołnierzy oraz pojmał 15 kolejnych. W US Army dosłużył się stopnia kaprala (corporal), za swoją postawę podczas I wojny światowej został uhonorowany m.in. Medalem Honoru.
Po zwolnieniu ze służby w US Army należał przez kilka lat do straży królewskiej za panowania króla Aleksandra I. Zmarł 7 sierpnia 1959 roku w szpitalu w Chicago.

## Wybrane odznaczenia[4][1]
- Krzyż Wojenny
- Krzyż Zasługi Wojennej
- Krzyż Złoty Orderu Gwiazdy Jerzego Czarnego
- Medal Honoru
- Medal Wojskowy
- Medal Wybitnego Zachowania
- Medal Zwycięstwa w I Wojnie Światowej